# Экспресс
Экспре́сс — поезд, судно, автобус и другие транспортные средства для поездок на дальние расстояния с повышенной против обычного скоростью и меньшим числом остановок. В широком значении: быстрое, без задержек обслуживание, оперативная информация.

## Общая информация
Обычно экспрессы назначаются транспортными компаниями между двумя и более густонаселёнными районами для разгрузки «обычных» транспортных средств по тому же маршруту. Как правило, экспрессы более комфортны, так как:
- люди дольше находятся в пути без движения, но находясь в пути меньшее время;
- на маршрут ставят новые, более надёжные и быстрые транспортные средства;
- экспрессами пользуются более состоятельные люди (так как цена обычно превышает цену билета обычного маршрута, кроме случаев, когда ценовая политика делает поездку на экспрессе ещё более привлекательной для потребителей за счёт цены на билет);
- экспрессы останавливаются в крупных городах, где, как правило, люди более интеллигентны и образованны, что уменьшает риск вандализма.

Например, автобус, двигающийся между двумя большими городами с мелкими населёнными пунктами по пути, будет эффективнее обслуживать пассажиров при организации обычных и экспресс-маршрутов. Для жителей конечных остановок, двигающихся на другую конечную остановку, будет выгоднее дождаться экспресса и доехать быстрее и с комфортом, а для остальных пассажиров нет выбора.

## Типы экспрессов

### Железнодорожный транспорт

#### Метрополитен

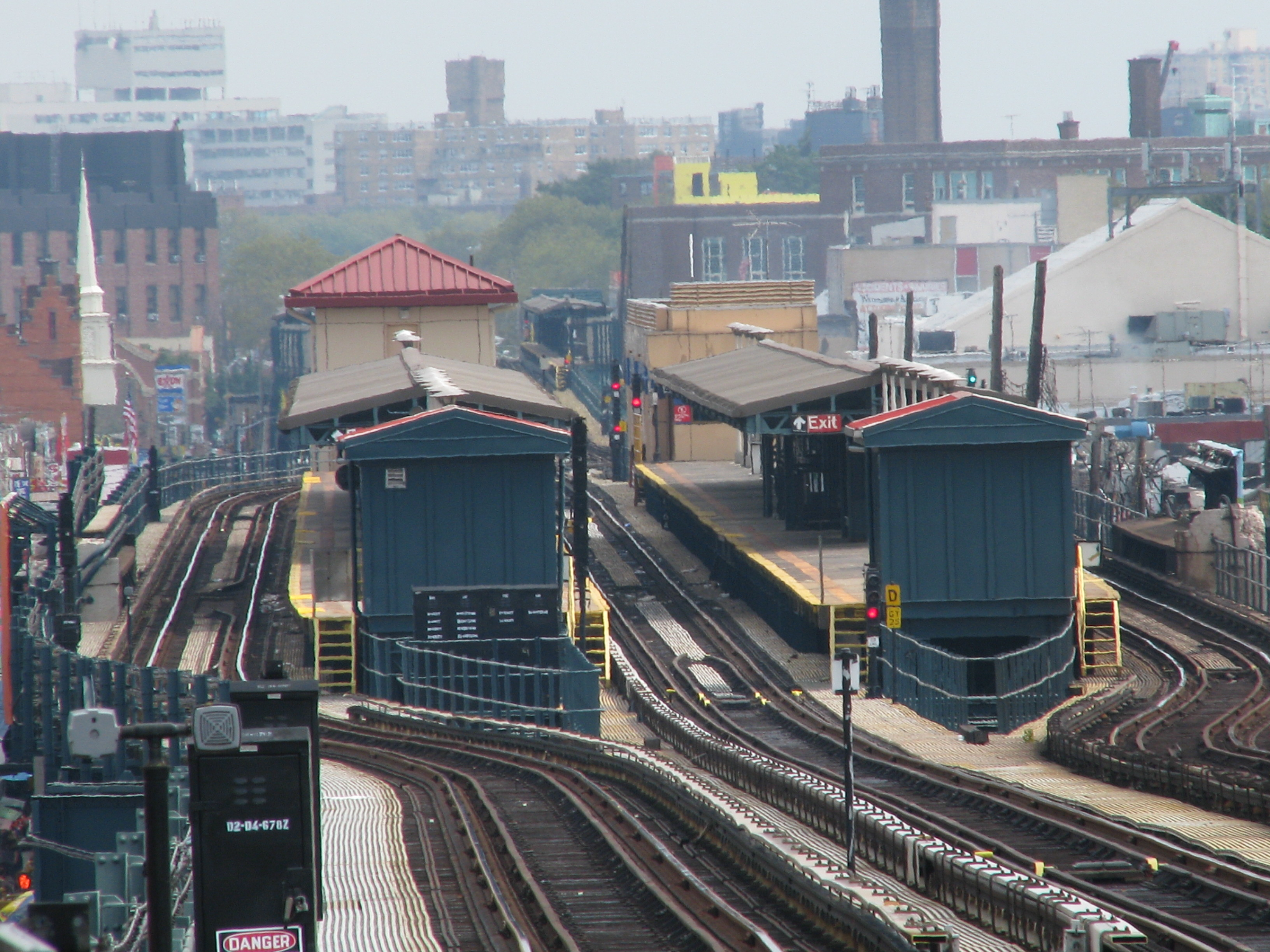
Средний путь предназначен для экспрессов (метрополитен Нью-Йорка, станция Бей-Паркуэй)

Метрополитен сам по себе называется экспрессом, так как является «каркасом» для системы городского пассажирского транспорта (наземный транспорт является «подвозящим» к станциям метро), хотя и в пределах метрополитена бывают экспресс-линии. В классическом смысле, экспресс-линия — это дублёр обычной линии с меньшим количеством станций, обычно требует проведения третьего или четвёртого пути либо двух отдельных параллельных линий, имеющих множество взаимных пересадок.
Пример в чистом виде — часть линий в Нью-Йоркском метрополитене. Также некоторый аналог экспресс-линии в Московском метрополитене — Арбатско-Покровская линия по отношению к Филёвской линии (от станции Арбатская до станции Кунцевская — 4 станции, а от станции Александровский сад (пересадка на Арбатскую) до станции Кунцевская — 10 станций). Такие линии вводятся для разгрузки метрополитена путём разграничения пассажиропотоков с крупных и обычных станций. В Нью-Йорке некоторые из маршрутов становятся экспрессами только в час пик, останавливаясь на всех станциях в остальное время.
В настоящее время экспресс-линии метрополитена существуют только в очень густонаселённых городах городских агломерациях с плотной городской застройкой, как например в Нью-Йорке (районы Манхэттен и Бруклин). В настоящее время потребность в экспресс-линиях испытывает Московский метрополитен, так как периферийные станции метро исчерпали свою пропускную способность, а некоторые линии перевозят максимально возможное количество человек или близки к этому. Однако, по последним данным, эти планы не вошли в генплан, но существуют в проекте на перспективу как хордовые линии и вторая кольцевая линия метрополитена.

#### Скоростные пригородные электропоезда

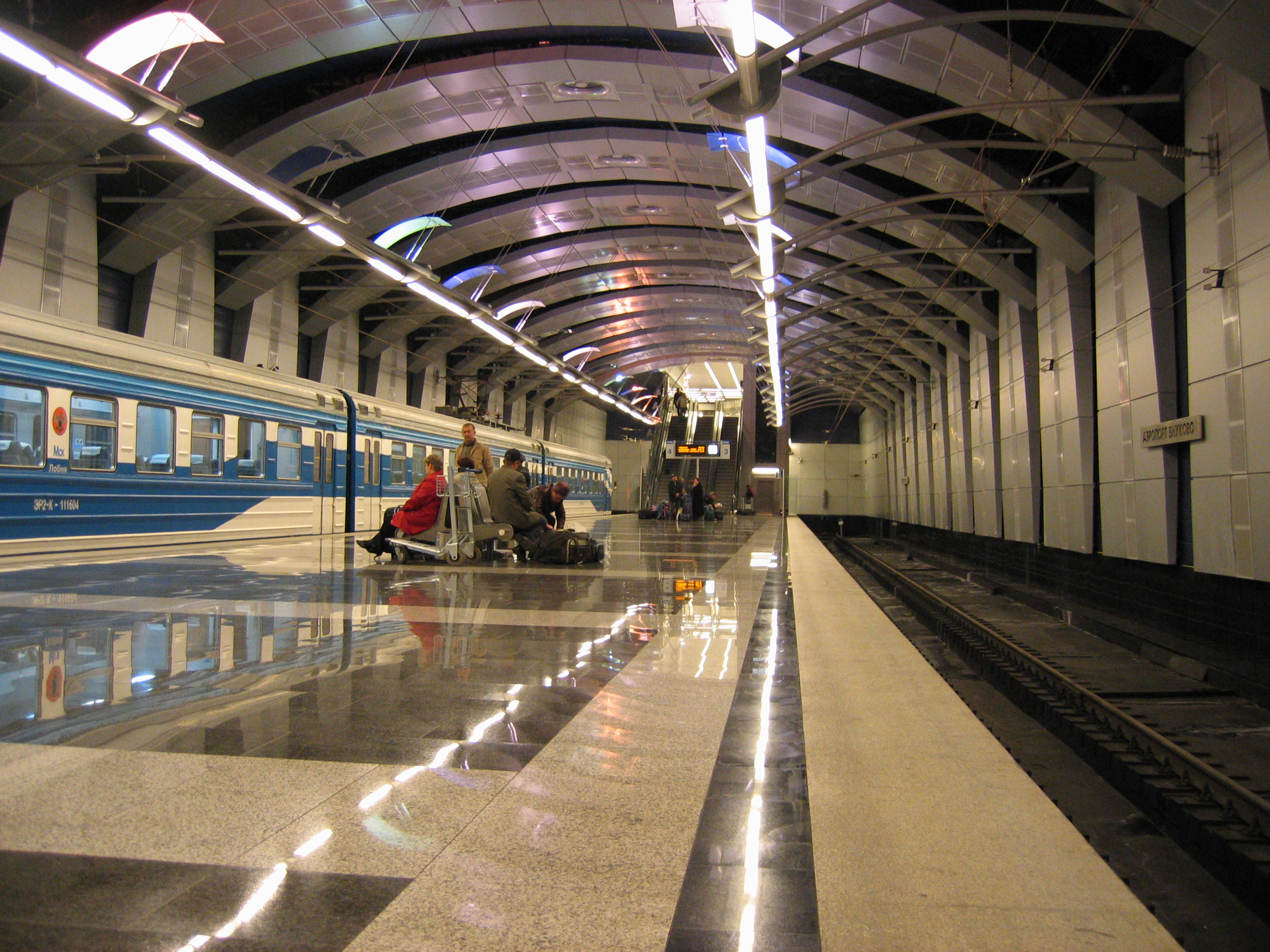
Со станции Аэропорт Внуково поезда отправляются до Киевского вокзала Москвы

Этот вид транспорта получил большое распространение в Москве. В Подмосковье и Москве этот вид существует в виде:
- система аэропорт-город (поезда отправляются от всех трёх аэропортов Москвы до некоторых железнодорожных вокзалов)[7]:
  - Шереметьево — Савёловский вокзал — Белорусский вокзал.
  - Внуково — Киевский вокзал.
  - Домодедово — Павелецкий вокзал (ранее 2-3 раза в день — Курский вокзал и Каланчёвская — Белорусский вокзал).
- крупнейшие города Подмосковья (или отдалённые районы Москвы) — центр — для разгрузки существующих железнодорожных направлений (некоторые из экспрессов имеют немногочисленные остановки в пути):
  - Ленинградское—Зеленоград—Москва[8]. В отличие от остальных направлений, все поезда (за исключением т. н. «Тверского Попугая», считающегося поездом дальнего следования) имеют 6000 нумерацию и соответствующий им «обычный» тариф. В настоящий момент, после запуска экспрессов «Сапсан» до Санкт-Петербурга, количество пригородных электричек-экспрессов сократилось.
  - Ярославское—Болшево (Королёв)/Пушкино/Сергиев Посад[9]-Мытищи-Лосиноостровская-Москва-Ярославская. Существует также «Монинский экспресс», останавливающийся только на одноимённой ветке.
  - Казанское—Раменское—Люберцы—Москва (Выхино, Москва-Казанская), — часть экспрессов следует до Коломны.
  - Белорусское—Одинцово—Москва — обычно все остановки в черте города.
  - Киевское—Солнцево—Москва-Киевская, Калужский экспресс (3 пары в сутки с остановками в Балабаново, Обнинске, Малоярославце).
  - Курское—Серпухов—Москва, Железнодорожный—Москва.
  - Савёловское—Дубна—Дмитров—Москва—Лобня—Москва. (В Дубне 2 остановки.)
  - Рижское—Шаховская—Москва.

#### Пассажирские поезда дальнего следования

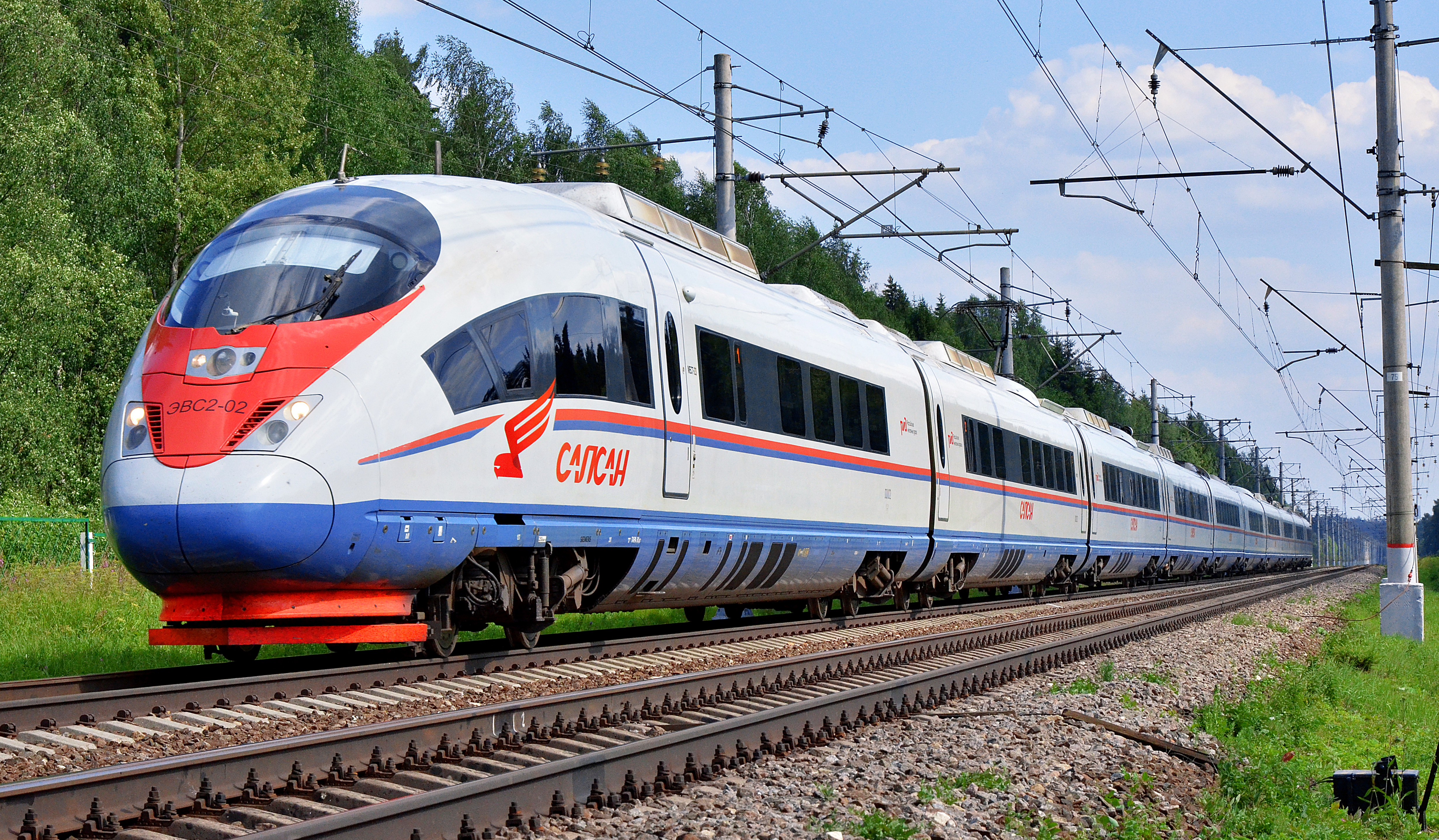
Поезда Siemens Velaro RUS курсируют между Москвой и Санкт-Петербургом.

- Скоростные пассажирские поезда обычно курсируют между очень крупными городами, в основном для уменьшения времени в пути и ориентированы на пассажиров бизнес-класса. Билеты значительно дороже билетов на обычные поезда, а время в пути сокращается вдвое-втрое за счёт большей скорости и отсутствия остановок. Обычно это скоростные электропоезда.

В эту же группу можно включать скоростной монорельс и маглев. По своей сути, эти два вида транспорта являются обособленной линией железной дороги.
Обычно требует больших капиталовложений: спрямление поворотов малого радиуса, уменьшение вибраций мостов, установка шумозащитных экранов вблизи населённых пунктов, закупка подвижного состава, а также модернизация контактной сети. Обычно серьёзным конкурентом является авиатранспорт, но железнодорожный транспорт выигрывает за счёт подвоза пассажиров в центр города (аэропорт обычно находится далеко от центра).
- Пассажирские поезда-экспрессы — скорые поезда. Останавливаются только на крупных станциях, за счёт чего достигается более высокая маршрутная скорость движения. Часто составляются из пассажирских вагонов повышенной комфортности и имеют собственные наименования. (Некоторые примеры: «Восточный экспресс», «Невский экспресс».)

### Автобусы
Автобусы-экспрессы — самый дешёвый способ организации экспресс сообщения между двумя пунктами. Для ввода экспресс-маршрута не нужно модернизировать инфраструктуру, а всего лишь выделить подвижной состав для маршрута. Однако для повышения скорости автобусов иногда требуется улучшить покрытие дороги. Обычно вводятся для перевозки пассажиров между двумя населёнными пунктами, двумя районами большого города, минуя промежуточные остановочные пункты. Иногда вводятся бесплатные автобусы-экспрессы частными компаниями, например, для перевозки работников и гостей бизнес-центров, гипермаркетов, торговых центров к станции метрополитена или пригородных поездов.

## Московский регион
В Москве автобусы-экспрессы, осуществляющие регулярные перевозки, мало представлены и непопулярны у перевозчиков. Наблюдается тенденция к сокращению их количества, путём ввода остановок по разным поводам. Большинство экспрессов представлены маршрутами, выходящими на МКАД или за её пределы, в основном на южном направлении.
В Московской области экспрессы сохранились в основном на направлении Москва-райцентр. При этом доля экспрессов в «социальных» (финансируемых за счёт бюджета) перевозках падает, а на самоокупаемости растёт, прежде всего за счёт перетока пассажиров с электропоездов.
На Московском железнодорожном узле неоднозначная ситуация с экспрессами. После прекращения финансирования Москвой и Московской областью проезда на экспрессных поездах, а также увеличения повышающего коэффициента до 2 (вместо 1,5), число пассажиров упало до критического уровня, в результате чего были отменены ближние экспрессы по выходным дням на Казанском направлении и резко сокращены на Ярославском. Однако экспрессы до центров смежных областей ещё остаются заполненными благодаря адекватной ценовой политике.

## Влияние экспрессов на инфраструктуру
Наличие остановки экспресса неподалёку обычно повышает привлекательность жилья и коммерческих объектов, однако шум от экспрессов может наоборот понизить цену объектов инфраструктуры по всему пути следования. Также особенностью скоростного транспорта является требовательность к качеству дорожной инфраструктуры (в частности кривизне поворотов и уклонам). Для этого в районах с плотной застройкой устанавливают шумозащитные заборы (уменьшение шума) или прокладывают пути в тоннелях (нет шума и радиус кривизны может быть достаточно большим). Введение экспрессов может добавить динамическую нагрузку по весу и увеличить вибрацию мостов, эстакад и грунта вокруг тоннеля.
Экспрессы иногда требуют модернизации из-за своей повышенной аварийности: добавление нового пути или полосы́ для обгона, установка «отбойников» и увеличение расстояния между полосами встречного движения, постройка эстакад и тоннелей для многоуровневого проезда транспорта. Как ни странно, езда на экспрессах безопаснее из-за повышенного внимания к ним с технической точки зрения, так как в случае аварии жертв, как правило, бывает больше.